# 小故障

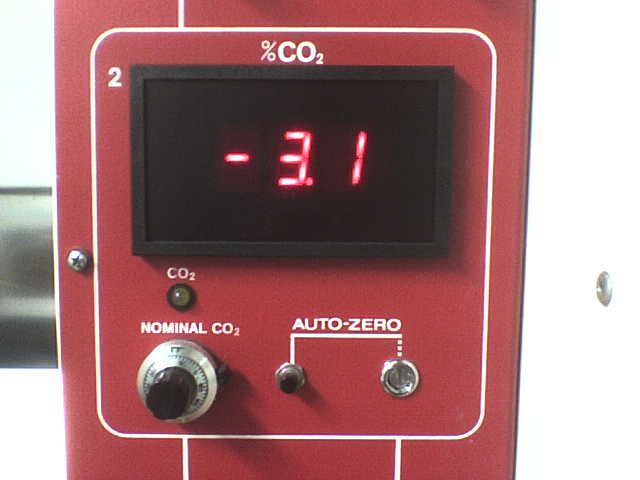
发生小故障的二氧化碳检测仪(数字显示为负值)

小故障（英語：Glitch），又稱毛刺，是短暂發生在系统中的故障，例如可自行修正的暫時性故障，因此很難進行障礙排除。该术语在计算和电子行业、電路擾動（Circuit Bending）以及電子游戏玩家之間特别常见。更一般而言，包括人类组织和自然界在内的所有类型的系统都会遇到小故障。     
 小故障通常是暂时的，与更严重的程序错误（Bug）不同，后者真正影響到了程序的的功能性。亚历克斯·皮歇尔（Alex Pieschel）在Arcade Review上寫道：「『程序错误』通常被认为是更嚴重、更应受谴责的贬义词，而『小故障』则暗示了一些意外的输入或代码领域之外的东西所造成的更加神秘和不可知的东西。」